# Tupac Shakur

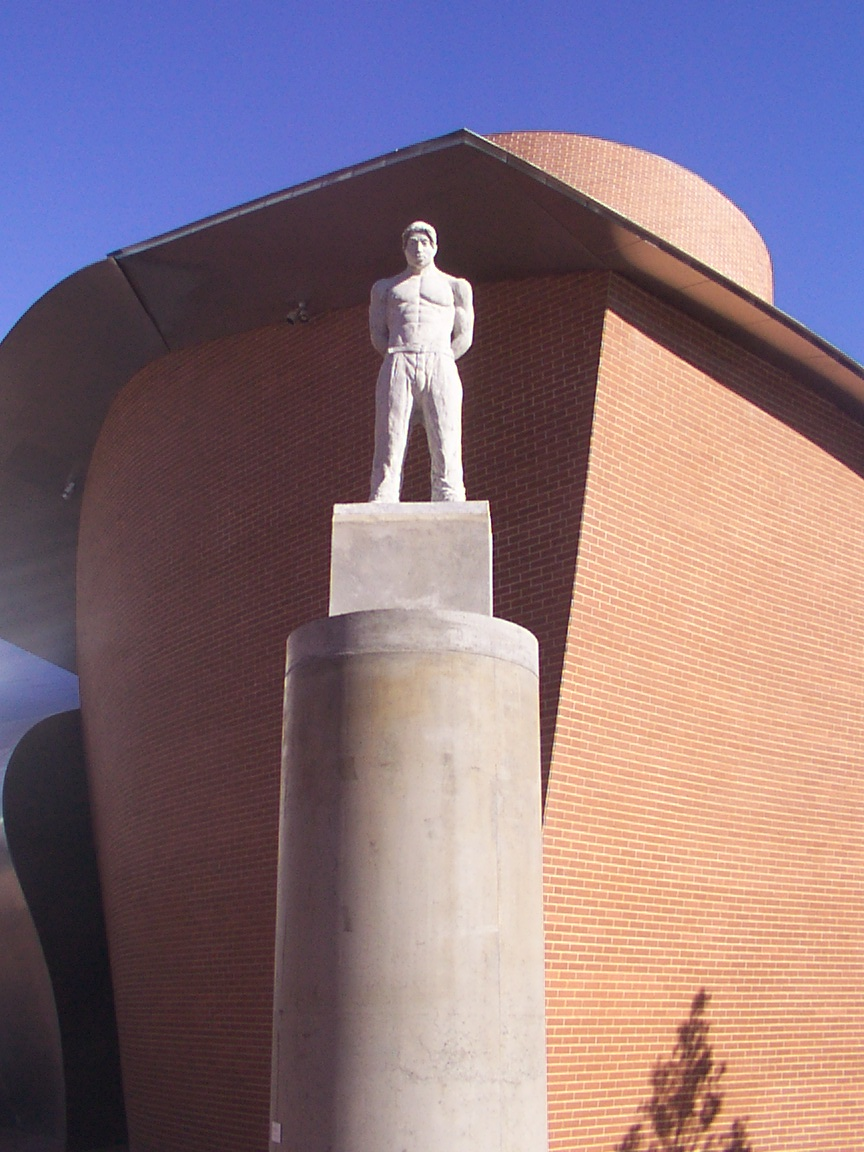
Standbeeld van Tupac Shakur voor het MARTa Herford, Duitsland

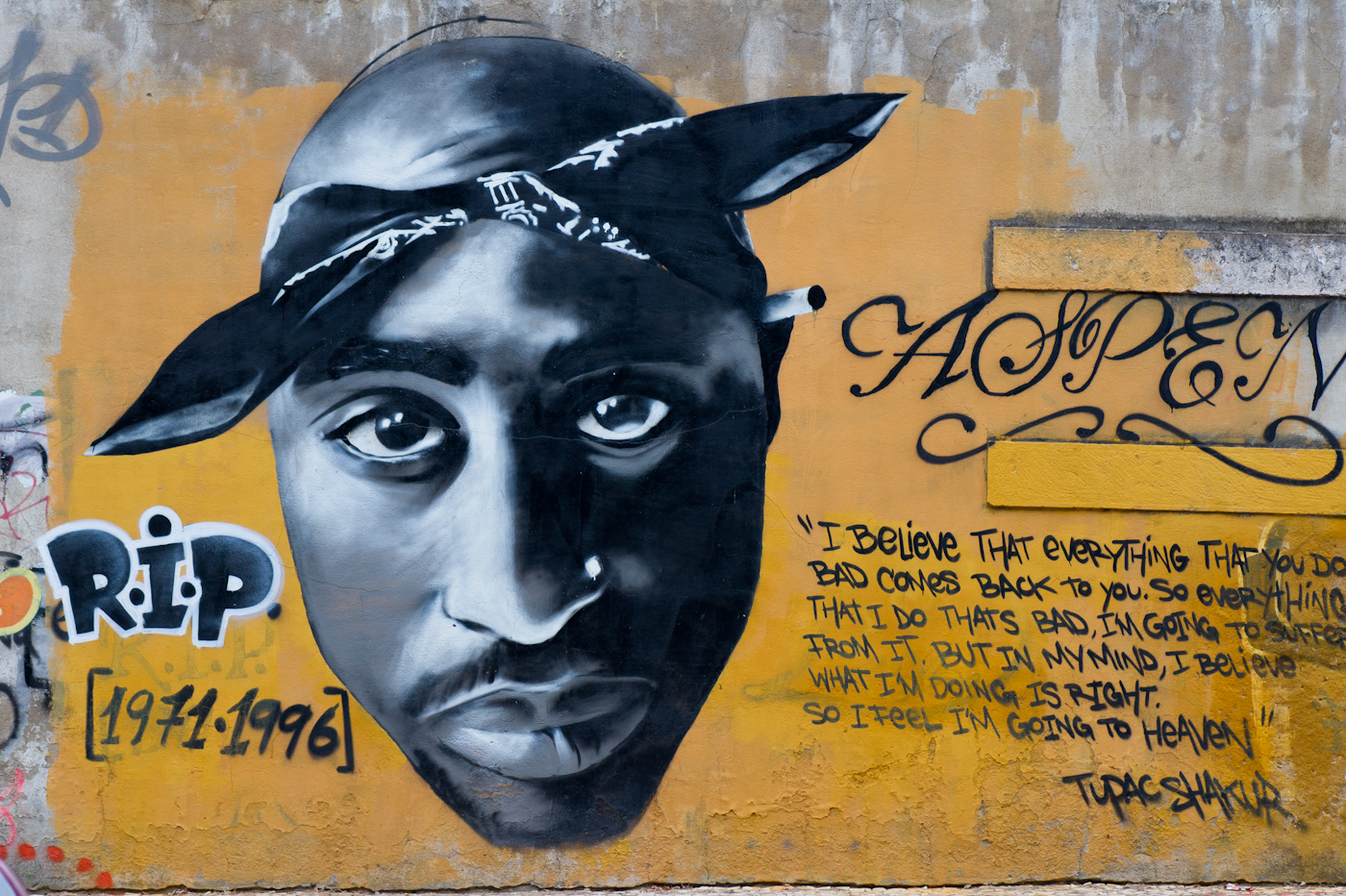
Graffiti van Tupac Shakur in Lissabon

Graffiti van Tupac Shakur in New York

Tupac Amaru Shakur (New York, 16 juni 1971 – Las Vegas, 13 september 1996), ook bekend als 2Pac en Makaveli, was een Amerikaanse rapper, dichter en acteur. Hij wordt door velen gezien als een van de invloedrijkste rappers aller tijden. Hij is ook een van de bestverkopende rap-artiesten, met meer dan 75 miljoen verkochte platen wereldwijd. In 2023 kreeg hij een postume ster op de Hollywood Walk of Fame.

## Levensloop

### Jeugd
Tupac werd geboren in East Harlem als kind van twee Black Panther ouders: zijn moeder (Afeni Shakur) zat een groot deel van de zwangerschap in de gevangenis en werd maar enkele weken voor de bevalling vrijgelaten. Zijn geboortenaam was Lesane Parish Crooks. Al op jonge leeftijd werd zijn naam veranderd in Tupac Amaru Shakur, waarmee hij werd vernoemd naar de Inca-revolutionaire vrijheidsstrijder Túpac Amaru, wat Blinkende Afgodslang betekent in het Quechua. Zijn moeder had een boek gelezen over deze strijder en vernoemde haar zoon naar hem. Shakur is een Arabische naam.
Rond zijn twaalfde verjaardag verhuisde Tupac met zijn moeder en zus (zijn stiefvader zat op dat moment een gevangenisstraf uit wegens een gewapende overval) om verschillende redenen naar Baltimore, waar hij kennismaakte met acteren en dansen. Niet veel later verhuisde hij met zijn familie naar Oakland in Californië. Hier kwam Tupac voor het eerst in aanraking met (zoals hij later zelf zei) "verkeerde lui". Hij kwam diverse malen in aanraking met justitie, maar werd niet veroordeeld.

### Rapcarrière en succes
Op 15-jarige leeftijd begon Tupac met rappen onder de alias MC New York, en later 2Pac. Na een gastoptreden op de EP This Is an EP Release van de groep Digital Underground uit 1991, bracht hij op 20-jarige leeftijd zijn eerste soloalbum uit, 2Pacalypse Now. Dit album was niet echt een succes. Het album werd zijn aanval op de Amerikaanse hypocrisie genoemd. In 1993 verscheen zijn tweede album Strictly 4 My N.I.G.G.A.Z. Dit album werd een succes, met hits zoals: "Keep Ya Head Up", "I Get Around" en nog veel meer. Ondertussen speelde hij in enkele films, onder meer aan de zijde van Janet Jackson in Poetic Justice. In 1994 raakte 2Pac zwaargewond bij een gewapende overval. Hij overleefde vijf kogels (waarvan twee in het hoofd). Nog tijdens de revalidatie werd hij veroordeeld tot 1,5 tot 4,5 jaar gevangenisstraf, vanwege verscheidene aanklachten van aanranding van een 19-jarige fan. De verkrachting waar hij voor werd aangeklaagd is nooit bewezen; hij is hier dan ook niet voor veroordeeld.
Terwijl hij in de gevangenis zat, kwam zijn derde album Me Against the World uit. Dit album belandde op de eerste plaats in de Amerikaanse hitlijsten en bleef vier weken op de eerste plaats staan. Hiermee was 2Pac de eerste artiest die tegelijkertijd in de gevangenis zat en een nummer 1-album had. Er werden meer dan twee miljoen exemplaren van het album verkocht.

### Death Row Records
Een platenlabel, genaamd Death Row Records, wist hem vrij te krijgen uit de gevangenis. De platenbaas Suge Knight betaalde de 1,4 miljoen borg voor de vrijlating van Tupac, in ruil voor een contract van drie albums die Tupac moest doen voor Death Row. Tupac ging hiermee akkoord en op 13 februari 1996 bracht hij zijn Death Row debuutdubbelalbum uit onder de titel All Eyez on Me. Het gold bij Death Row als de eerste twee albums van het contract. Er werden 566.000 exemplaren verkocht in de eerste week, tegen april 1996 waren er al vijf miljoen exemplaren verkocht. All Eyez on Me was het eerste dubbelalbum in de hiphop- en rapgeschiedenis. Deze dubbel-cd wordt gezien als zijn beste album en wordt ook gezien als een van de bestverkochte rap-albums met meer dan negen miljoen verkochte exemplaren.

## Moord
Op 7 september 1996 werd Tupac opnieuw beschoten, nadat hij bij een bokspartij van Mike Tyson in Las Vegas (het MGM Grand Hotel) was geweest. Na een week in het ziekenhuis, waar onder meer een long verwijderd werd, overleed Tupac op 25-jarige leeftijd. Tot op heden is de dader van de moordaanslag niet gevonden. Op 29 september 2023 werd een verdachte opgepakt. Hij was al eerder in verband gebracht met de moord op Tupac.

## The Don Killuminati: The 7 Day Theory
Twee maanden na zijn dood werd zijn album The Don Killuminati: The 7 Day Theory uitgebracht. Dit was het laatste album dat voor zijn dood werd opgenomen en wordt gezien als een klassiek album, omdat het volledige album klaar was in zeven dagen. (In drie dagen werden alle teksten geschreven en opgenomen en in vier dagen werd het album gemixt). Er werden 664.000 exemplaren verkocht in de eerste week. Hiermee werd Tupac ook de eerste rapper die twee nr. 1-albums had in één jaar. In 1998 waren er al zeven miljoen exemplaren alleen in de Verenigde Staten verkocht en 28 miljoen wereldwijd.

## Hologram
Op 15 april 2012 was op het Amerikaanse muziekfestival Coachella een bewegend en rappend hologram te zien van Tupac Shakur. Het rapte het nummer Hail Mary en rapte samen met Snoop Dogg het nummer 2 Of Amerikaz Most Wanted. Na het grote succes van het hologram op Coachella was Dr. Dre zelfs van plan om op tournee te gaan met Snoop Dogg en Tupacs hologram, maar later zag hij daar van af.

## Taalgebruik
Tupac Shakur groeide op in New York (oostkust van de Verenigde Staten) en verhuisde op zijn zeventiende naar Californië (westkust). De verandering van omgeving zorgde voor een veranderend taalgebruik van de rapper van Oostkust-Afro-Amerikaans-Engels naar Westkust-Afro-Amerikaans-Engels. Een taalwetenschappelijk onderzoek uit 2015 over het taalgebruik van Tupac en zijn uitspraak van vocalen tussen 1988 en 1996 toont aan dat de rapper zowel lange als korte varianten van de a door elkaar gebruikte, maar geleidelijk werd het aandeel lange varianten steeds groter, na verwerving van het regionale dialect van de westkust. Vanaf 1995 vond er zelfs hypercorrectie plaats, waarbij zijn a langer klonk dan die van westkust-collega's Ice Cube en Dr. Dre. Deze hypercorrectie ontstond in de periode dat de rapper zich extra sterk ging distantiëren van zijn oostkust-identiteit.

## Discografie

### Albums
| Album met eventuele hitnotering(en) in de Nederlandse Album Top 100 | Datum van verschijnen | Datum van binnenkomst | Hoogste positie | Aantal weken | Opmerkingen   |
| ------------------------------------------------------------------- | --------------------- | --------------------- | --------------- | ------------ | ------------- |
| The Don Killuminati: The 7 Day Theory                               | 1996                  | 16-11-1996            | 45              | 15           | Als Makaveli  |
| R U Still Down? (Remember Me)                                       | 1997                  | 06-12-1997            | 30              | 29           |               |
| Greatest Hits                                                       | 1998                  | 05-12-1998            | 1(3wk)          | 44           | Verzamelalbum |
| Still I Rise                                                        | 1999                  | 08-01-2000            | 24              | 13           | met Outlawz   |
| Until the End of Time                                               | 2001                  | 07-04-2001            | 10              | 20           |               |
| Better Dayz                                                         | 2002                  | 14-12-2002            | 36              | 12           |               |
| Loyal to the Game                                                   | 2004                  | 18-12-2004            | 44              | 9            |               |

| Album met hitnotering(en) in de Vlaamse Ultratop 200 albums | Datum van verschijnen | Datum van binnenkomst | Hoogste positie | Aantal weken | Opmerkingen   |
| ----------------------------------------------------------- | --------------------- | --------------------- | --------------- | ------------ | ------------- |
| All Eyez on Me                                              | 1996                  | 23-03-1996            | 44              | 4            |               |
| Greatest Hits                                               | 1998                  | 13-02-1999            | 3               | 35           | Verzamelalbum |
| Until the End of Time                                       | 2001                  | 21-04-2001            | 6               | 21           |               |
| Loyal to the Game                                           | 2004                  | 27-08-2005            | 100             | 1            |               |

### Singles
| Single met eventuele hitnotering(en) in de Nederlandse Top 40 | Datum van verschijnen | Datum van binnenkomst | Hoogste positie | Aantal weken | Opmerkingen                                            |
| ------------------------------------------------------------- | --------------------- | --------------------- | --------------- | ------------ | ------------------------------------------------------ |
| No Nose Job ('Mack for Life')                                 | 1992                  | 23-05-1992            | tip             | -            | als Digital Underground                                |
| Trapped                                                       | 1993                  | -                     |                 |              |                                                        |
| Dear Mama                                                     | 1995                  | 30-09-1995            | 37              | 2            |                                                        |
| California Love                                               | 1995                  | 30-03-1996            | 10              | 8            | met Dr. Dre & Roger Troutman / Dancesmash op Radio 538 |
| I Ain't Mad at Cha                                            | 1996                  | 14-12-1996            | 16              | 9            | met Danny Boy                                          |
| Runnin'                                                       | 1997                  | 08-11-1997            | tip4            | -            | met The Notorious B.I.G.                               |
| I Wonder If Heaven Got a Ghetto                               | 1998                  | 10-01-1998            | tip19           | -            |                                                        |
| Do for Love                                                   | 1998                  | 06-06-1998            | 17              | 12           | met Eric Williams                                      |
| Changes                                                       | 1999                  | 13-02-1999            | 1(3wk)          | 14           | Alarmschijf                                            |
| Dear Mama                                                     | 1999                  | 01-05-1999            | tip2            | -            |                                                        |
| Baby Don't Cry (Keep Ya Head Up II)                           | 2000                  | 12-02-2000            | 22              | 6            | met Outlawz                                            |
| Until the End of Time                                         | 2001                  | 19-05-2001            | 13              | 11           |                                                        |
| Letter 2 My Unborn                                            | 2001                  | 13-10-2001            | tip1            | -            |                                                        |
| Worldwide                                                     | 2002                  | 23-02-2002            | tip7            | -            | met Outlawz                                            |
| Thugz Mansion                                                 | 2003                  | 01-02-2003            | tip2            | -            | met Nas & J. Phoenix                                   |
| Runnin' (Dying to Live) (remix)                               | 2004                  | 10-01-2004            | 15              | 7            | met The Notorious B.I.G.                               |

| Single met hitnotering(en) in de Vlaamse Ultratop 50 | Datum van verschijnen | Datum van binnenkomst | Hoogste positie | Aantal weken | Opmerkingen                  |
| ---------------------------------------------------- | --------------------- | --------------------- | --------------- | ------------ | ---------------------------- |
| California Love                                      | 1996                  | 13-04-1996            | 21              | 12           | met Dr. Dre & Roger Troutman |
| Changes                                              | 1999                  | 27-02-1999            | 2               | 17           |                              |
| Until the End of Time                                | 2001                  | 26-05-2001            | 3               | 13           |                              |
| Letter 2 My Unborn                                   | 2001                  | 17-11-2001            | tip2            | -            |                              |
| Thugz Mansion                                        | 2003                  | 08-02-2003            | tip7            | -            | met Nas & J. Phoenix         |
| Ghetto Gospel                                        | 2005                  | 27-08-2005            | 25              | 8            |                              |

### NPO Radio 2 Top 2000
| Nummers met noteringen in de NPO Radio 2 Top 2000 | '15  | '16  | '17  | '18  | '19  | '20  | '21  | '22  | '23  | '24  |
| ------------------------------------------------- | ---- | ---- | ---- | ---- | ---- | ---- | ---- | ---- | ---- | ---- |
| California Love (met Dr. Dre)                     | -    | 1523 | 1574 | 1163 | 1561 | 1516 | 1355 | 1067 | 1048 | 746  |
| Changes                                           | 585  | 582  | 691  | 551  | 715  | 594  | 555  | 560  | 583  | 529  |
| Dear Mama                                         | 1248 | 1336 | 1196 | 1137 | 1306 | 1302 | 1365 | 1431 | 1321 | 1376 |

1. ↑  Een '-' betekent dat het nummer niet was genoteerd en een vetgedrukt getal geeft de hoogste notering van een nummer aan.
2. ↑  2015 was het eerste jaar met een notering voor Tupac Shakur.

## Filmografie
- (en)   Nothing But Trouble in de Internet Movie Database (1991)
- (en)   Juice in de Internet Movie Database (1992)
- (en)   Poetic Justice in de Internet Movie Database (1993)
- (en)   Above the Rim in de Internet Movie Database (1994)
- (en)   Bullet in de Internet Movie Database (1996)
- (en)   Gridlock'd in de Internet Movie Database (1997)
- (en)   Gang Related in de Internet Movie Database (1997)
- (en)   Welcome To Death Row in de Internet Movie Database (2001)
- (en)   Before I Wake in de Internet Movie Database (2001)
- (en)   Biggie & Tupac in de Internet Movie Database (2002)
- (en)   Thug Angel in de Internet Movie Database (2002)
- (en)   Tupac: Resurrection in de Internet Movie Database (2003)
- (en)   Death Row Tupac: Live At The House Of Blues in de Internet Movie Database (2005)